# 강천사모과나무
강천사 모과나무(剛泉寺木瓜나무)는 전북특별자치도 순창군 팔덕면 청계리에 있는 약 300년의 모과나무이다. 1998년 1월 9일 전북특별자치도의 기념물 제97호로 지정되었다.

## 개요
강천사 모과나무는 높이 20m, 둘레 3.1m로, 887년(진성여왕 1년)에 도선 국사(道詵國師)가 창건한 강천사(剛泉寺) 앞의 순창 삼인대(三印臺) 왼쪽에 있다. 이 나무는 강천사 스님이 심었다는 설과 조선 후기 순창 출신의 실학자인 신경준이 심었다는 설이 함께 전해지고 있다.